# Aragóniai János avolai báró
Aragóniai János (1330/40 – 1400 körül), Avola bárója, a Barcelonai-ház szicíliai ágának avolai mellékágából származott.

## Élete
Édesapja Aragóniai Orlando avolai báró, II. Frigyes szicíliai királynak és ágyasának, Sormella Szibilla úrnőnek a legkisebb fia. Édesanyja ismeretlen nevű és származású volt. János volt szülei legkisebb fia.
János 1355/60 körül feleségül vett egy Johanna nevű úrnőt.

## Gyermekei
- Feleségétől, Johanna úrnőtől, 2 gyermek:
  - János (1355/60 körül–1419), Avola bárója
  - Beatrix (1360 körül–1400 után) avolai bárónő, első házassága révén Aragóniai Vilmossal, akitől 1 lánya született